# Hunting Hitler : les dossiers déclassifiés
Hunting Hitler : les dossiers déclassifiés, (Hunting Hitler) est une série télévisée diffusée sur History à partir du 10 novembre 2015. Le spectacle s'inspire de la déclassification de documents d'enquêtes du FBI portant sur les allégations qu'Hitler aurait pu ne pas être mort à Berlin en 1945, mais aurait survécu. La série explore comment il aurait pu s’échapper, où il aurait pu aller, et s’il aurait pu comploter un IVe Reich. La série a duré trois saisons entre 2015 et 2018, suivies d’une spéciale de deux heures en 2020. diffusé sur Planète+ et RTBF, en français.

## Synopsis
De nombreuses enquêtes ont été menées afin de vérifier toutes les informations laissant croire qu'Adolf Hitler aurait survécu à la Seconde Guerre mondiale et fui en Argentine.

## Saison 1 (2015)

### Synopsis
En 2014, le FBI, service de renseignement intérieur américain, a rendu public un dossier de plus de 700 pages. Celui-ci concernait les nombreuses enquêtes menées pour vérifier toutes les informations laissant croire qu’Adolf Hitler aurait survécu à la Seconde Guerre mondiale et fui en Argentine. Cette série documentaire suit, étape par étape, les recherches de l’équipe dirigée par le vétéran de la CIA Bob Baer, fermement déterminé à découvrir la vérité sur la mort du Führer.

### Liste des épisodes
- Épisode 1 : La chasse commence
- Épisode 2 : Repaire secret des nazis
- Épisode 3 : Évadez-vous de Berlin
- Épisode 4 : Le Tunnel
- Épisode 5 : Ratlines
- Épisode 6 : Le Refuge d'Hitler
- Épisode 7 : Amis haut placés
- Épisode 8 : L'Avion d'Hitler

## Saison 2 (2016–2017)

### Synopsis
Dans cette deuxième saison, les enquêteurs dirigés par le vétéran de la CIA Bob Baer continuent leurs recherches afin de déterminer si, oui ou non, Adolf Hitler a réussi à fuir en Argentine à la chute du IIIe Reich. Outre les archives déclassifiées du FBI, l'équipe de choc dispose cette fois de nouvelles sources d'information : des milliers de dossiers émanant de services de renseignement du monde entier.

### Listes des épisodes
- Épisode 1 : La chasse continue
- Épisode 2 : La Base secrète
- Épisode 3 : Le Témoin oculaire
- Épisode 4 : Le Réseau
- Épisode 5 : L'Usine
- Épisode 6 : L'Île secrète
- Épisode 7 : La Sépulture
- Épisode 8 : La Colonie nazie

## Saison 3 (2017–2018)

### Synopsis
Et si Adolf Hitler avait fui en Amérique latine à la fin de la Seconde Guerre mondiale ? Bob Baer et son équipe adoptent une nouvelle stratégie et reprennent leurs recherches afin de faire la lumière sur la mort du Führer. Cette troisième saison les conduit de l’Allemagne au Paraguay, en passant par les montagnes autrichiennes.

### Liste des épisodes
- Épisode 1 : La traque finale commence
- Épisode 2 : Un dépôt clandestin
- Épisode 3 : Armes nucléaire
- Épisode 4 : À 45 mètre de profondeur
- Épisode 5 : Boîtes aux lettres mortes
- Épisode 6 : Caché sous la surface
- Épisode 7 : Objectif : les États-Unis
- Épisode 8 : Le Testament d'Adoft Hitler

## Équipe des enquêteurs
- Robert Bob Baer : ancien agent de la CIA
- Dr John Cencich : ancien enquêteur international sur les crimes de guerre, professeur et criminologue
- Nada Bakos : ancienne agente de ciblage des terroristes
- Tim Kennedy : membre des Forces spéciales de l’Armée américaine et ancien chasseur de la MMA
- James Holland : historien de la Seconde Guerre mondiale
- Mike Simpson : médecin, Ranger aéroporté et opérateur des forces spéciales
- Gerrard Williams : journaliste d’enquête et historien
- Lenny DePaul : ancien commandant des U.S. Marshals
- Steve Rambam : détective privé et chasseur nazi

## Réception
L'émission a été critiquée par Variety, CNN et Media Life Magazine (en) pour avoir « capitalisé sur la fascination du public américain pour Hitler pour produire une émission basée sur une [hypothèse], tout en ne fournissant aucune preuve pour étayer la théorie »,,. James Holland, l'un des membres de l'équipe, l'a depuis décrit comme "un non-sens absolu". Au cours de l'épisode 349 du podcast "Nous avons des moyens de vous faire parler", il partage un moment où il parlait à un autre membre de l'équipe alors qu'il se trouvait dans un bunker situé dans le mur de l'Atlantique. "J'étais là avec un gars qui était un ancien garde du corps présidentiel et il a dit 'tu sais Jim, quand je regarde autour de cet endroit et pense que c'est une sorte d'endroit où je peux voir un haut responsable nazi se cacher' j'étais là pensant que c'était un morceau de béton qui n'a fait que très peu, mais vous savez quoi que ce soit".